# Vortreffliche Frauen
Vortreffliche Frauen (Originaltitel: Excellent Women) ist ein Roman der britischen Schriftstellerin Barbara Pym. Der Sittenroman in der Tradition Jane Austens erschien erstmals im Jahre 1952 und war der zweite veröffentlichte Roman der Autorin. Der englische Titel spielt auf die leicht herablassende Bezeichnung für Frauen an, die im kirchlichen Rahmen oder für Wohltätigkeitsorganisationen ehrenamtliche Arbeiten übernehmen.
Der Roman gilt als das Meisterwerk im Werk von Barbara Pym.  2015 wählten 82 internationale Literaturkritiker und -wissenschaftler den Roman zu einem der bedeutendsten britischen Romane.

## Handlung
Der Roman spielt in den 1950er Jahren in Großbritannien. Als typischer Sittenroman ist der Roman weniger von Handlung als von treffender, häufig ironischer Beschreibung der Verhaltensweisen der Protagonisten bestimmt. Ich-Erzählerin ist Mildred Lathbury, eine unverheiratete Frau in den Dreißigern. Aus gutbürgerlichen Kreisen stammend hat sie mittlerweile keine Familienangehörigen mehr und lebt nun in vornehmer Armut in einem sogenannten Bedsitter, einem kleinen Apartment, dessen Bewohner sich das Badezimmer mit anderen Hausbewohnern teilen muss.

„Ich muss das Badezimmer teilen, murmelte ich häufig schamhaft als hätte ich mich selbst eines eigenen Badezimmers für unwürdig befunden.“

Sich stets bescheiden und zurückhaltend verhaltend, aber mit scharfer Beobachtungsgabe ausgestattet, spielt sich Mildreds Leben zwischen Romanzen, Wohltätigkeitsbasaren und den unvermeidlichen Tee-Einladungen ab. Mildreds ruhiges Leben wird durch die Ankunft neuer Hausmitbewohner durcheinandergebracht: Ihrer neuen Nachbarin, der Anthropologin Helena Napier, begegnet Mildred zu ihrer Beschämung, als sie gerade den Mülleimer ausleert.

„Ich hatte eigentlich vorgehabt, an einem der kommenden Abende Mrs Napier zum Kaffee einzuladen. Es wäre eine gepflegte, zivilisierte Begegnung gewesen, mit meinen besten Kaffeetassen und Biskuits auf kleinen Silbertellern. Nun stand ich linkisch in meiner ältesten Kleidung mit Eimer und Papierkorb vor ihr.“

Rocky Napier, Helenas Ehemann, stellt sich als gutaussehender und schneidiger Ex-Offizier heraus und Mildred kommt bald zu der Überzeugung, dass sie in Rocky verliebt sei. Durch die Napiers lernt sie Everard Bone kennen, einen weiteren Anthropologen, mit dem Mildred gegen Ende des Romans zögerlich eine Beziehung beginnt. Breiten Raum nimmt in ihrem Leben auch die Romanze des örtlichen Vikars Julian Malory ein, der als unverheirateter Pfarrer gemeinsam mit seiner Schwester Winifred im Pfarrhaus lebt. Viele der ledigen Frauen, die sich in der Kirchengemeinde engagieren, hoffen darauf, dass Malory eines Tages in ihnen mehr sieht als nur ein vortreffliches Gemeindemitglied. Julian Malory verlobt sich jedoch mit der Pfarrerswitwe Allegra Gray, die mit ihrem glamourösen Wesen so gar nicht zum Idealbild einer Pfarrfrau passt. Sie ist auch keineswegs bereit, Malorys Schwester Winifred weiterhin im geräumigen Pfarrhaus zu beherbergen. Es kommt schließlich zum Streit und Allegra Gray verlässt das Pfarrhaus. Auch Helena Napiers Hoffnung auf eine Affäre mit Everard Bone ist vergeblich – sie zieht gemeinsam mit ihrem Mann Rocky wieder aus.

## Rezensionen
Ein großer Bewunderer des Romans war der englische Dichter Philip Larkin, der in den 1970er Jahren auch dafür sorgte, dass man die zwischenzeitliche kaum gelesene Barbara Pym wiederentdeckte. Larkin sagte über die Autorin unter anderem, dass er mit größerer Wahrscheinlichkeit einen neuen Roman von Barbara Pym lese als einen neuen von Jane Austen. Im Juli 1964 schrieb Larkin, nachdem er Vortreffliche Frauen erneut gelesen hatte, an Barbara Pym, dass der Roman noch besser sei als er ihn in Erinnerung habe. Es wäre eine Studie über den Schmerz, allein zu stehen. Wieder und wieder habe man nicht nur das Gefühl, dass Mildred unter ihrer Situation leide, sondern dass auch keine Person ihres Umfeldes etwas Ungewöhnliches in ihrem Leiden sehe. Wie bei einem viktorianischen Droschkengaul scheine Leiden ein Teil ihrer Existenz zu sein. Sein Lob wiederholte er in einem Brief an Pym im Jahre 1971 und hob darin insbesondere die – in seinen Worten – wunderbaren Protagonisten hervor. Kritisch betonte er lediglich, dass Mildred gelegentlich fast zu bescheiden sei, doch könne man nicht ausschließen, dass sie sich über sich selbst lustig mache. Larkin hielt außerdem fest, dass fast jede junge Akademikerfrau, der er begegne, etwas von Helena habe.
Alexander McCall Smith weist in seiner Besprechung von Pyms Romanen in der englischen Zeitung The Guardian darauf hin, dass der Roman in einem Umfeld spiele, die von Verzicht und vornehmer Tristheit geprägt sei. Es sei keine echte Armut, aber alle Protagonisten haben auf die eine oder andere Weise bessere Zeiten erlebt. Dies sei auch der Grund, warum der Roman zeitlos sei. Wir alle hätten unsere Hoffnungen, aber wir müssten alle auch erleben, dass einige von ihnen unerfüllt blieben.
Samantha Ellis lobt in ihrer Auseinandersetzung mit Protagonistinnen der Literaturgeschichte die Autorin Barbara Pym als eine exzellente Miniaturistin, die so ironisch wie Jane Austen sei. Ihre unverheirateten Heldinnen sind alle vortrefflich – pragmatisch, energisch, kompetent und hilfsbereit – während ihre verheirateten Heldinnen sorgenfrei und unfähig seien. Pyms männliche Helden brauchen die vortrefflichen Frauen, um des Lebens raue Kanten zu glätten, aber sie heiraten die Frauen, die nicht einmal wissen, wie sie einen Salat zu putzen haben. So ist es fast zwangsläufig, dass Julian Malory die kompetente Mildred als potentielle Lebenspartnerin übersieht und sich für Allegra Gray entscheidet, deren Hilflosigkeit eine ganze Schar der unverheirateten Gemeindemitglieder dazu bewegt, für sie die Gardinen zu säumen. Ellis kritisiert jedoch, dass Mildred ihre eigene Lebensform so wenig verteidige. Auf Allegra Grays boshafte Frage, was denn eine unverheiratete Frau so tue, antwortet Mildred:

„Sie bleiben im Elternhaus, versorgen die Eltern und kümmern sich [in der Kirche] um die Blumen.... oder sie haben eine Anstellung und leben in Einzimmer-Apartments und Pensionen. Und dann werden sie zum unverzichtbaren Gemeindemitglied und einige von ihnen schließen sich sogar einer religiösen Gemeinschaft an.“

## Einzelbelege
1. 1 2 3  Alexander McCall Smith: Very Barbara Pym. In: In The Guardian. 5. April 2008, aufgerufen am 5. März 2016.
2. 1 2  The best British novel of all times - have international critics found it? In: The Guardian. aufgerufen am 5. März 2016.
3. ↑  Barbara Pym: Excellent Women. S. 2. Im Original lautet das Zitat: I have to share a bathroom, I had so often murmured, almost with shame, as if I personally had been found unworthy of a bathroom of my own.
4. ↑  Barbara Pym: Excellent Women. S. 2. Im Original lautet das Zitat: IIt was to have been a gracious, civilised Occasion, with my best coffee Cups and Biskuits on little silver dishes. And now here I was standing awkwardly in my oldest clothes, carrying a bucket and a wastepaper basket.
5. ↑  John Sutherland: How to be well read: A Guide to 500 great novels and a Handful of Literary Curiosities. Eintrag zu Barbara Pym: Crampton Hodnet. Random House Books, London 2014, ISBN 978-0-09-955296-3.
6. ↑  Anthony Thwaite: Selected Letters of Philip Larkin, 1940–1985. ISBN 978-0-571-15197-4, S. 386 und S. 442.
7. ↑  Samantha Ellis: How To Be A Heroine: Or, What I've Learned from Reading too Much. Kapitel Flora Poste. Ebook-Position 2711
8. ↑  Barbara Pym: Excellent Women. S. 144. Im Original lautet das Zitat: ...they stay at home with an aged Parent and do the flowers, or.... they have jobs and careers and live in bed-sitting-rooms or hostels. And then of course they become indispensable in the parish and some of them even go into religious communities. Die Redewendung „do the flowers“ meint das Kümmern um den Blumenschmuck in einer Kirche.